# Фишер, Золтан
Золтан Фишер (нем. Zoltan Fischer; 1910, Будапешт — 18 сентября 1970, Мехико) — чилийский альтист венгерского происхождения. Муж пианистки Елены Вайс, отец пианистки Эдит Фишер и виолончелиста Эдгара Фишера.
Начал учиться музыке в Будапештской консерватории. В возрасте 19 лет эмигрировал в Чили и поступил в Национальную консерваторию в класс скрипки Вернера Фишера.
С 1932 г. играл на альте в Оркестре Национальной ассоциации симфонических концертов, сохранив место первого альта после его преобразования в Симфонический оркестр Чили в 1941 году. Одновременно с 1932 года выступал в составе струнного квартета под руководством Виктора Тевы, после 1945 г. продолжил выступления в реформированном составе этого коллектива во главе с Эрнесто Ледерманом и Энрике Иньестой.
В 1941—1961 гг. преподавал на кафедре альта в Национальной консерватории. В 1940 г. вместе с женой, пианисткой Еленой Вайс, а также Рене Аменгуалем и несколькими другими музыкантами выступил основателем Современной школы музыки. Спорадически выступал также как дирижёр.